# ニコス・ハツィブレタス
ニコス・ハツィブレタス（Νίκος Χατζηβρέττας、英：Nikos Hatzivrettas、1977年5月26日 - ）は、ギリシャ・テッサロニキ出身のプロバスケットボール選手である。ポジションはSG/SF。197cm。95kg。

## 来歴
1997年にイラクリスBCでプロデビュー。
2002年にPBC CSKAモスクワへ移籍。ロシアリーグ優勝の輪に加わった。
2003年に帰国しパナシナイコスBCに入団。リーグ・カップそれぞれ4度の優勝、2007年にはユーロリーグも加えた三冠に大きく貢献した。2004年にはプレーオフMVP獲得。

### ギリシャ代表
ギリシャ代表としてアテネ五輪に出場。2005年のユーロバスケット優勝、2006年世界選手権準優勝にも貢献。